# Estrées-Deniécourt
Estrées-Deniécourt est une commune française située dans le département de la Somme en région Hauts-de-France.
Elle a été dévastée par les deux guerres mondiales du XXe siècle et reconstruite à chaque fois.

## Géographie

### Localisation
La commune est située à l'est d'Amiens, dans le Santerre, au sud-ouest de Péronne. Elle est desservie par l'ancienne route nationale reliant Amiens à Saint-Quentin, établie sur l'une des Chaussées Brunehaut, une ancienne voie romaine.

### Communes limitrophes
Les communes limitrophes sont  Ablaincourt-Pressoir, Assevillers, Belloy-en-Santerre, Berny-en-Santerre, Fay et Soyécourt.
| Fay                     | Assevillers          |                    |
| Foucaucourt-en-Santerre | Estrées-Deniécourt   | Belloy-en-Santerre |
| Soyécourt               | Ablaincourt-Pressoir | Berny-en-Santerre  |

### Géologie et relief
La superficie de la commune est de 6,45 km2 ; son altitude varie de 69  à   85 mètres.
Le relief de la commune est celui d'un plateau un peu encaissé au centre du territoire communal, dont le sol est argilo-siliceux et caillouteux au nord-est. 

### Hydrographie
La commune est située dans le bassin Artois-Picardie. Elle n'est drainée par aucun cours d'eau.

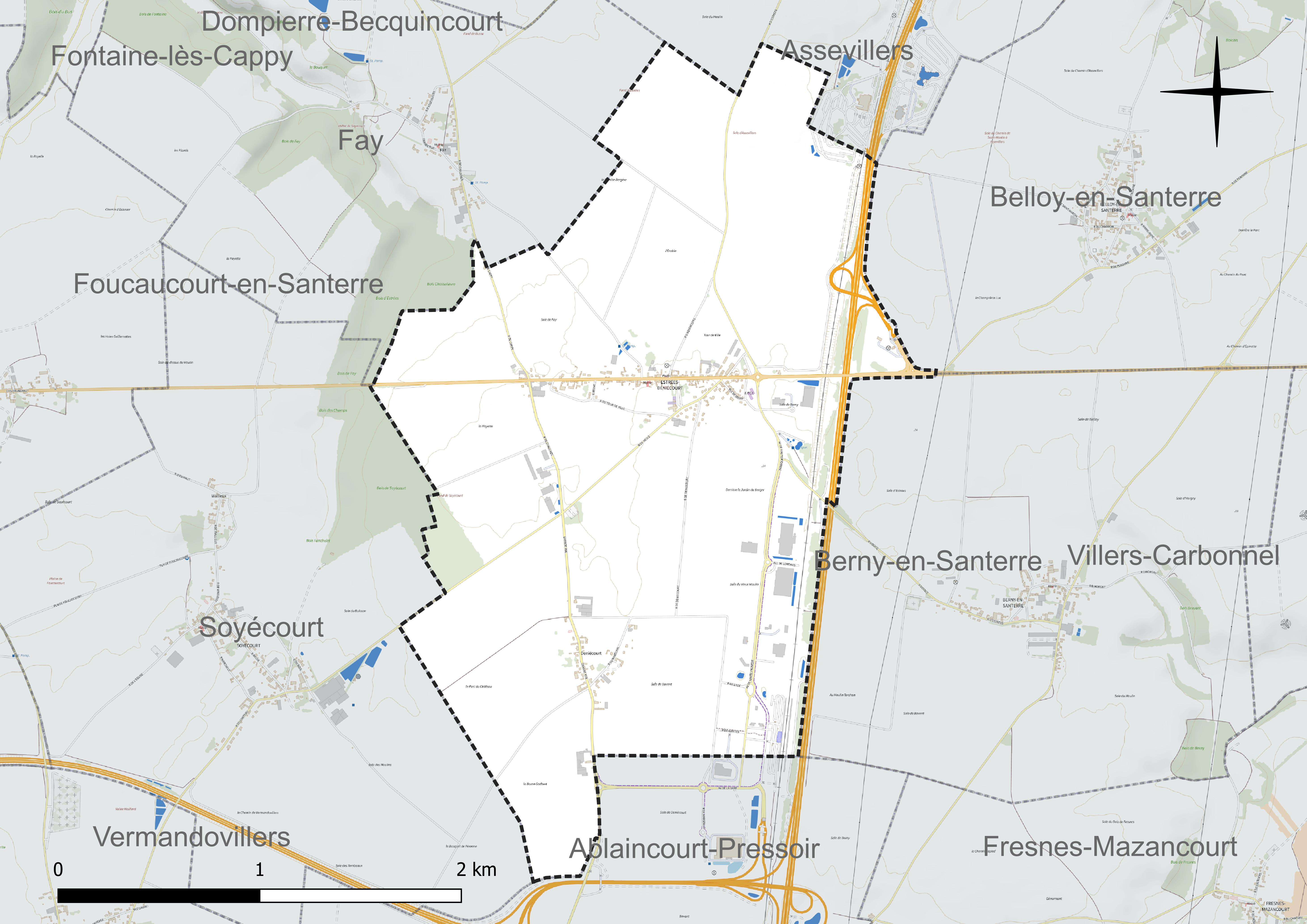
Réseau hydrographique d'Estrées-Deniécourt.

### Climat
Pour des articles plus généraux, voir Climat des Hauts-de-France et Climat de la Somme.
En 2010, le climat de la commune est de type climat océanique dégradé des plaines du Centre et du Nord, selon une étude du CNRS s'appuyant sur une série de données couvrant la période 1971-2000. En 2020, Météo-France publie une typologie des climats de la France métropolitaine dans laquelle la commune est exposée à un climat océanique et est dans la région climatique Nord-est du bassin Parisien, caractérisée par un ensoleillement médiocre, une pluviométrie moyenne régulièrement répartie au cours de l'année et un hiver froid (3 °C).
Pour la période 1971-2000, la température annuelle moyenne est de 10,3 °C, avec une amplitude thermique annuelle de 14,8 °C. Le cumul annuel moyen de précipitations est de 688 mm, avec 11,2 jours de précipitations en janvier et 8,6 jours en juillet. Pour la période 1991-2020, la température moyenne annuelle observée sur la station météorologique la plus proche, située sur la commune d'Estrées-Mons à 13 km à vol d'oiseau, est de 11,0 °C et le cumul annuel moyen de précipitations est de 647,5 mm,. Pour l'avenir, les paramètres climatiques de la commune estimés pour 2050 selon différents scénarios d'émission de gaz à effet de serre sont consultables sur un site dédié publié par Météo-France en novembre 2022.

## Urbanisme

### Typologie
Au 1er janvier 2024, Estrées-Deniécourt est catégorisée commune rurale à habitat dispersé, selon la nouvelle grille communale de densité à sept niveaux définie par l'Insee en 2022.
Elle est située hors unité urbaine. Par ailleurs la commune fait partie de l'aire d'attraction de Péronne, dont elle est une commune de la couronne,. Cette aire, qui regroupe 52 communes, est catégorisée dans les aires de moins de 50 000 habitants,.

### Occupation des sols

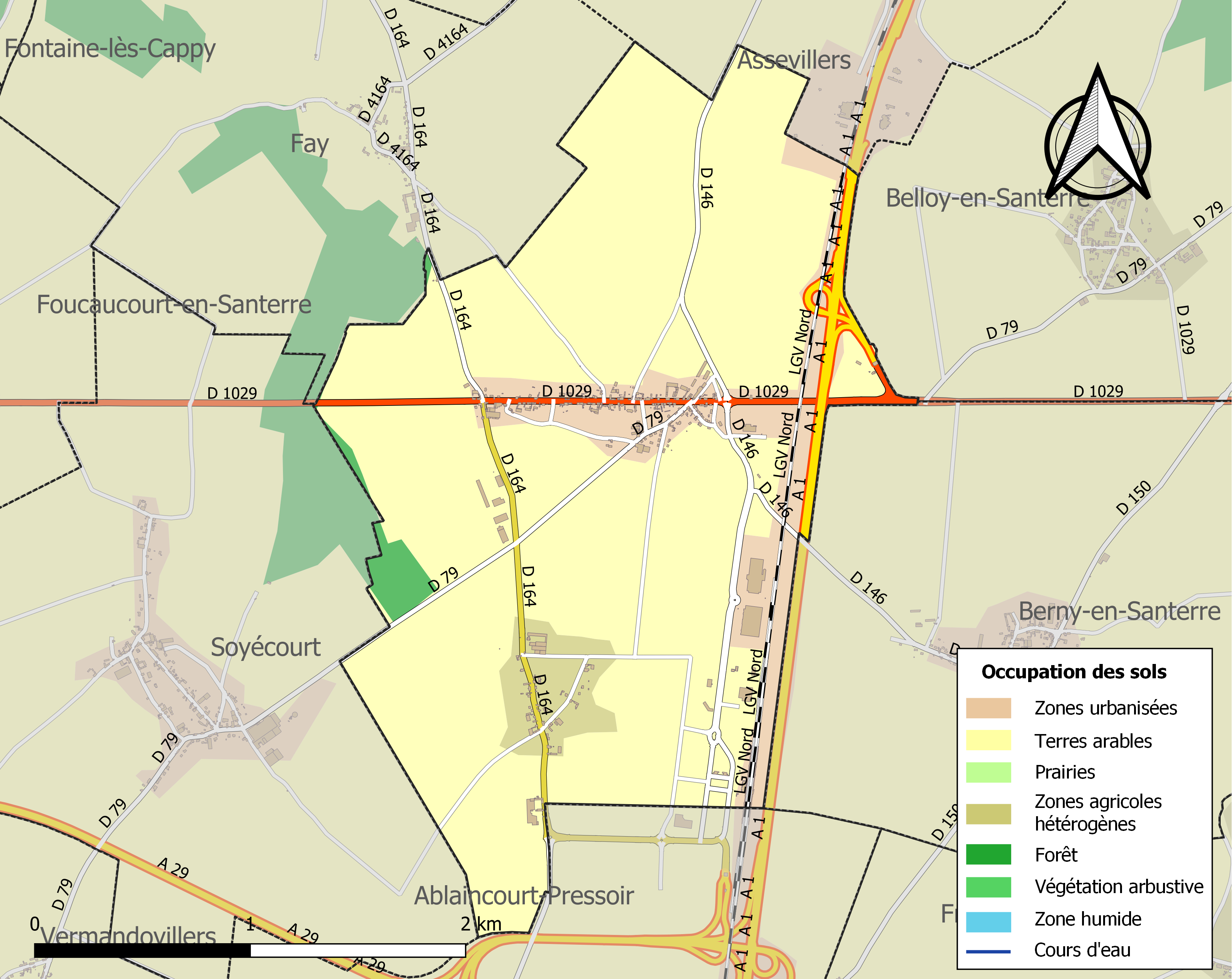
Carte des infrastructures et de l'occupation des sols de la commune en 2018 (CLC).

L'occupation des sols de la commune, telle qu'elle ressort de la base de données européenne d'occupation biophysique des sols Corine Land Cover (CLC), est marquée par l'importance des territoires agricoles (85,7 % en 2018), en diminution par rapport à 1990 (93,6 %). La répartition détaillée en 2018 est la suivante : 
terres arables (81,8 %), zones industrielles ou commerciales et réseaux de communication (8,3 %), zones urbanisées (4,6 %), zones agricoles hétérogènes (3,9 %), forêts (1,4 %). L'évolution de l'occupation des sols de la commune et de ses infrastructures peut être observée sur les différentes représentations cartographiques du territoire : la carte de Cassini (XVIIIe siècle), la carte d'état-major (1820-1866) et les cartes ou photos aériennes de l'IGN pour la période actuelle (1950 à aujourd'hui).

### Habitat et logement
En 2020, le nombre total de logements dans la commune était de 155, alors qu'il était de 153 en 2015 et de 128 en 2010.
Parmi ces logements, 86,4 % étaient des résidences principales, 0 % des résidences secondaires et 13,6 % des logements vacants. Ces logements étaient pour 95,7 % d'entre eux des maisons individuelles et pour 4,3 % des appartements.
Le tableau ci-dessous présente la typologie des logements à Estrées-Deniécourt en 2020 en comparaison avec celle de la Somme et de la France entière. Une caractéristique marquante du parc de logements est ainsi l'absence de résidences secondaires et logements occasionnels, à comparer à la proportioon départemetale  (8,4 %) et de la France entière (9,7 %). Concernant le statut d'occupation de ces logements, 68 % des habitants de la commune sont propriétaires de leur logement (62,2 % en 2015), contre 60 % pour la Somme et 57,5 pour la France entière.
| Typologie                                               | Estrées-Deniécourt | Somme | France entière |
| ------------------------------------------------------- | ------------------ | ----- | -------------- |
| Résidences principales (en %)                           | 86,4               | 83,2  | 82,1           |
| Résidences secondaires et logements occasionnels (en %) | 0                  | 8,4   | 9,7            |
| Logements vacants (en %)                                | 13,6               | 8,4   | 8,2            |

### Voies de communication et transports
La commune est située à l'intersection des autoroutes A1 (Paris – Lille) et A29 (Le Havre – Saint-Quentin) et à proximité de la gare TGV Haute-Picardie, dont une partie est située sur le territoire communal.
La rue dfe Nesle (RD 79), qui donne accès à Chaulnes et Rosières-en-Santerre, est également très fréquentée et supporte un trafic moyen journalier en 2020 de plus de 500 poids lourds (dont une partie liée à la plateforme logistique dIntermarché à Ablaincourt-Pressoir) et 1 500 véhicules légers.
En 2019, la localité est desservie par les autocars du réseau inter-urbain Trans'80, Hauts-de-France (lignes no 47 et no 59).

## Toponymie

### Estrées
Estrée est un mot d'ancien français, issu du latin strata (via), qui désignait une « voie couverte de pierres plates », par opposition à rupta (via) qualifiant une « route ». Il s'est conservé dans la plupart des langues romanes (cf. l'italien et le roumain strada) et a été emprunté par le germanique (cf. l'anglais street, l'allemand Straße et le néerlandais straat). Le mot estrée a disparu du français à la fin du Moyen Âge, mais il demeure dans un grand nombre de toponymes, particulièrement dans le nord de la France, signalant la proximité d'une voie romaine. Ici, la voie romaine est la chaussée Brunehaut.
L'abbé Decagny pour sa part, indique comme signification du nom strada, « lieux foulés aux pieds ». Il indique également qu'en 1146, on trouve le nom de Starda en Stangters et que la carte de Guillaume Delisle indique Estrées ou Mailleu, Mallieux, Maillou.

### Deniécourt
On trouve plusieurs formes pour désigner Deniécourt, dans les textes anciens : 1010, Digniscourt ; 1110, Dignicurt ; 1265, un titre mentionne Deniécourt sous la forme de Sancti Dionisii curia ce qui rend vraisemblable l'existence à Deniécourt, d'une ancienne église sous le vocable de saint Denis.

## Histoire
Les fouilles archéologiques, effectuées lors de la construction de la ligne TGV Paris – Lille, ont révélé des vestiges de différentes périodes.

### Préhistoire
Âge du fer
Des fouilles archéologiques ont permis de mettre au jour les vestiges d'un établissement rural de l'époque de La Tène moyenne (second âge du fer), datant vraisemblablement du début du IIe siècle av. J.-C., avec un petit cimetière renfermant les restes d'une vingtaine de personnes.

### Antiquité

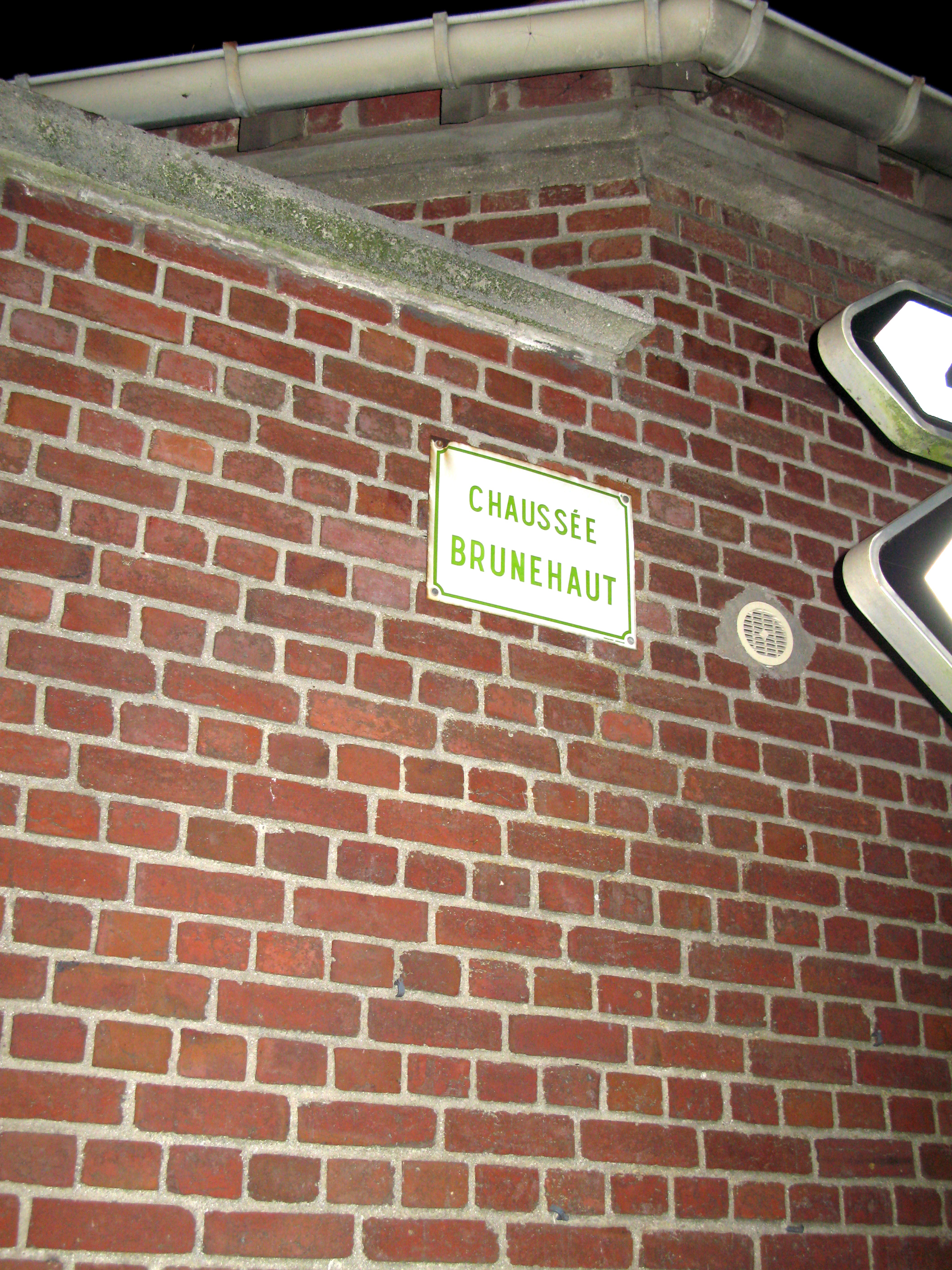
Plaque de rue de la Chaussée Brunehaut apposée sur la droite, en direction d'Amiens.

Des fouilles archéologiques ont mis au jour des vestiges d'une ferme gauloise datant de la période d'occupation romaine (du Ier au IVe siècle).
La commune est traversée par l'ancienne voie romaine de Samarobriva (Amiens) à Augusta Viromanduorum (Saint-Quentin), très rectiligne, nommée chaussée Brunehaut, et qui correspond là à une section de la .
Selon la tradition catholique, dans la seconde moitié du IIIe siècle, saint Quentin passa par Estrées en se rendant d'Amiens à Vermand.

### Moyen Âge
Le domaine d'Estrées dépendait au Moyen Âge de la châtellenie de Nesle. En 1147, Ives de Nesle, comte de Soissons, avant son départ pour la deuxième croisade, accorda à Ernaud, abbé de l'abbaye Saint-Crépin de Soissons, les dîmes d'Estrées, proche de Péronne.

### Époque moderne
Au XVIIe siècle, pendant la guerre de Trente Ans, Estrées fut ravagée par la soldatesque espagnole.

### Révolution française et Empire
Les deux communes d'Etrées et de Deniécourt, instituées pendant la Révolution française fusionnent entre 1790 et 1794 pour former celle d'Estrée-Deniécourt.

### Époque contemporaine
Pendant la Guerre franco-allemande de 1870, des habitants d'Estrées s'armèrent et tuèrent plusieurs Prussiens.

#### Première Guerre mondiale
- En 1914, le village d'Estrées est occupé par l'armée allemande, et, le 29 août, il ne reste plus que 39 habitants, dont le curé, sur 450. Les Allemands quittent la commune le 18 septembre après la bataille de la Marne. Mais, l'armée française se replie et les Allemands reprennent possession du village. Le 28 septembre, les hommes valides du village sont emmenés pour enterrer les morts. Le 30 septembre, les femmes, les enfants et les vieillards sont conduits à l'hospice de Déniécourt. Le 1er octobre, les femmes les plus jeunes et les enfants les plus âgés partent à pied pour Péronne. Le 13 octobre, douze hommes d'Estrées-Déniécourt, dont le maire, sont déportés en Allemagne.
- En 1915, le village d'Estrées et son église sont totalement détruits par l'artillerie allemande.
- En 1916, pendant la bataille de la Somme, la population de la commune doit évacuer Péronne pour le Nord du fait de l'offensive franco-britannique. Le 3 juillet, le 329e régiment d'infanterie entre dans ce qu'il restait d'Estrées. Le village change quatre fois de main en deux jours. La reconquête par les Français se fait maison par maison jusqu'au 24 juillet. Les combats pour la reprise de Déniécourt durent du 4 au 18 septembre.
- En 1918, le 21 mars, débute l'offensive allemande du printemps ou bataille du Kaiser. Estrées-Deniécourt est à nouveau occupée par les Allemands et les deux villages sont libérés en août 1918 par les troupes australiennes[19].

Estrées-Deniécourt pendant la Première Guerre mondiale
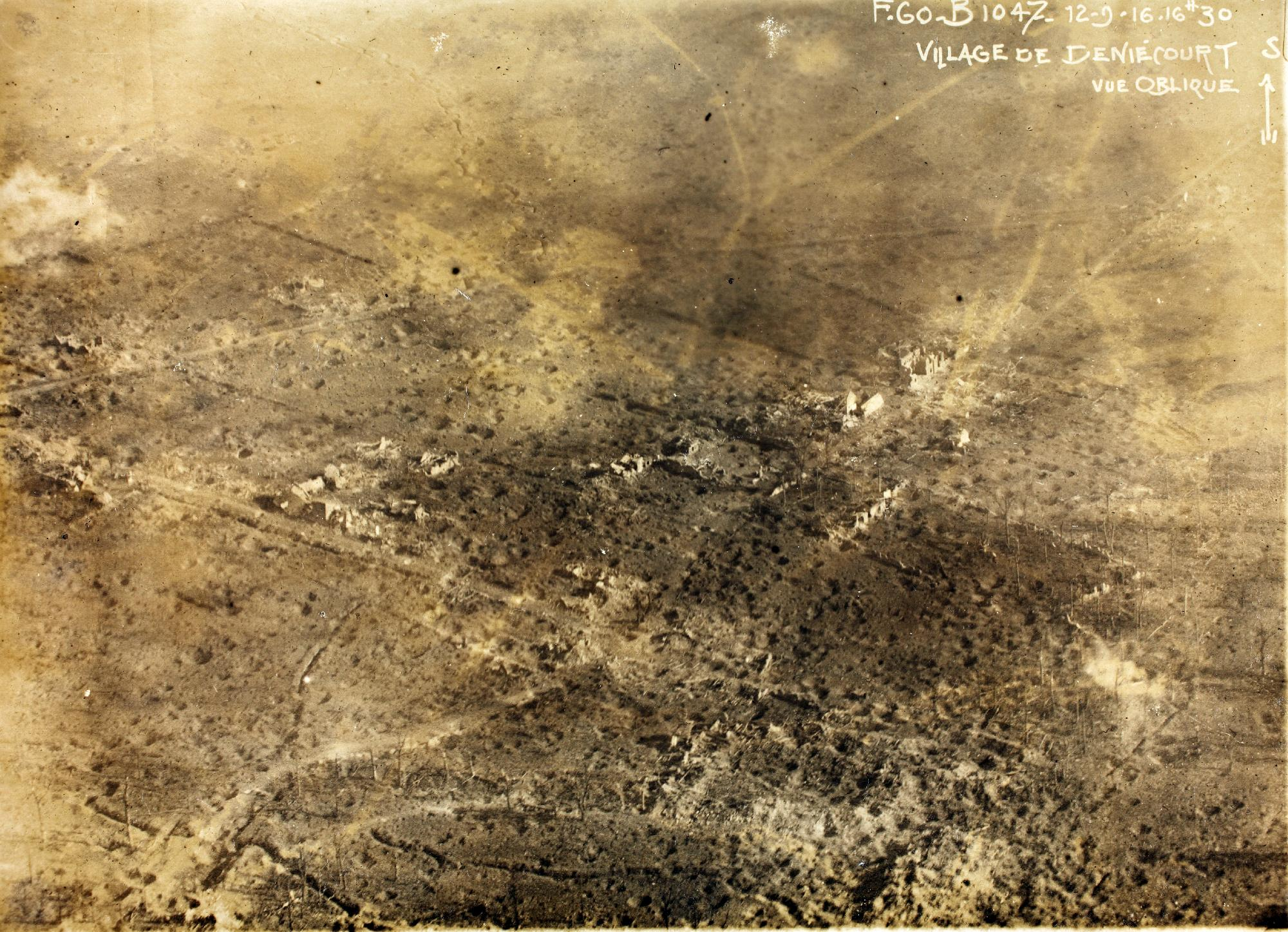
Le territoire du village criblé de cratères d'obus, le 12 septembre 1916.
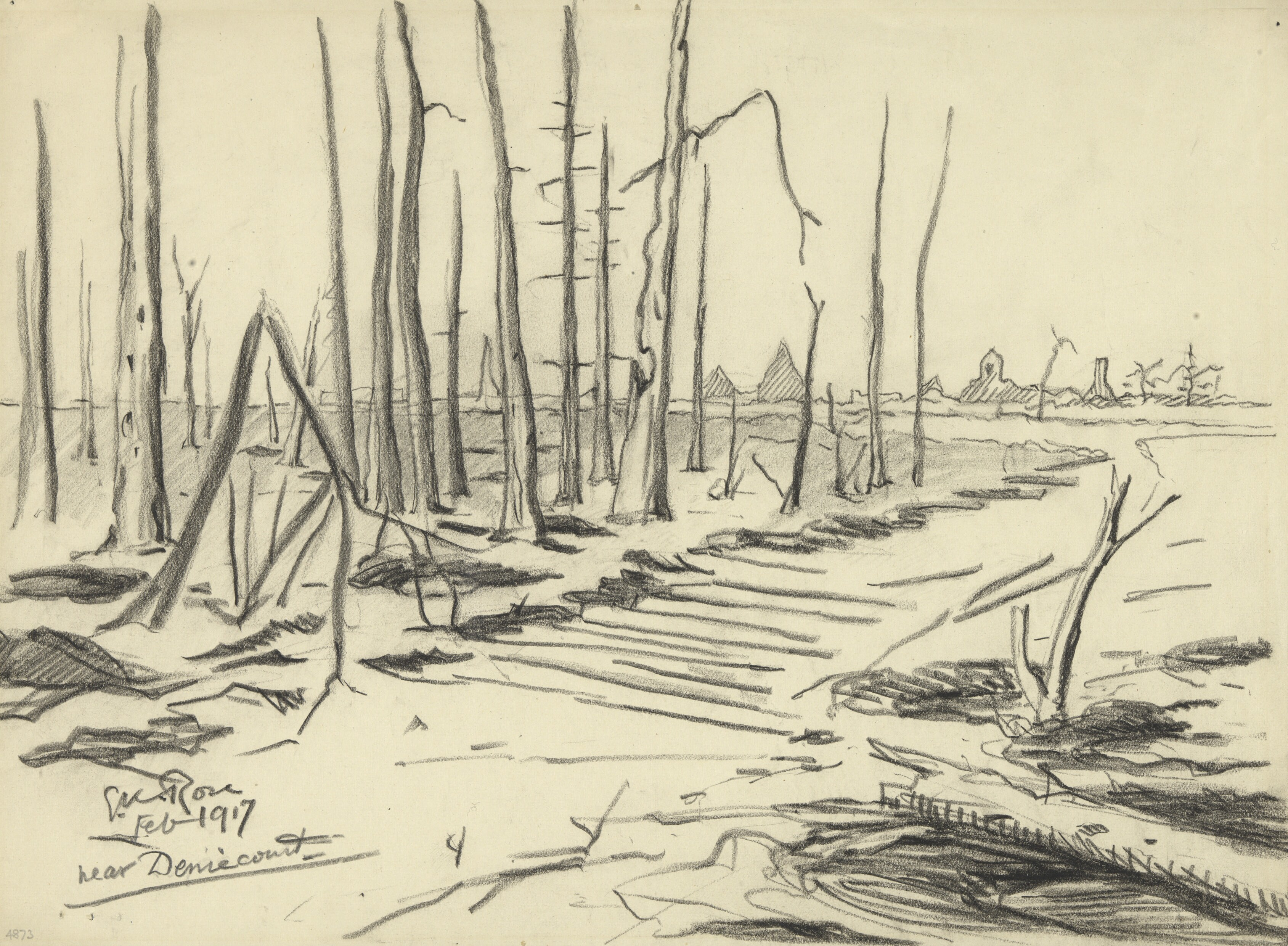
Dessin de Geoffrey Rose : Près de Deniécourt; février 1917.
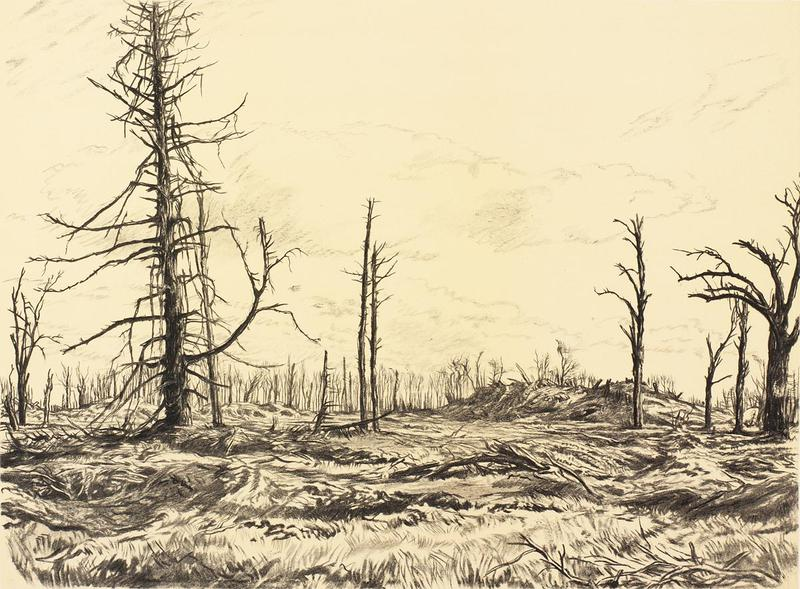
Dessin de Muirhead Bone : l'emplacement du château (1918).
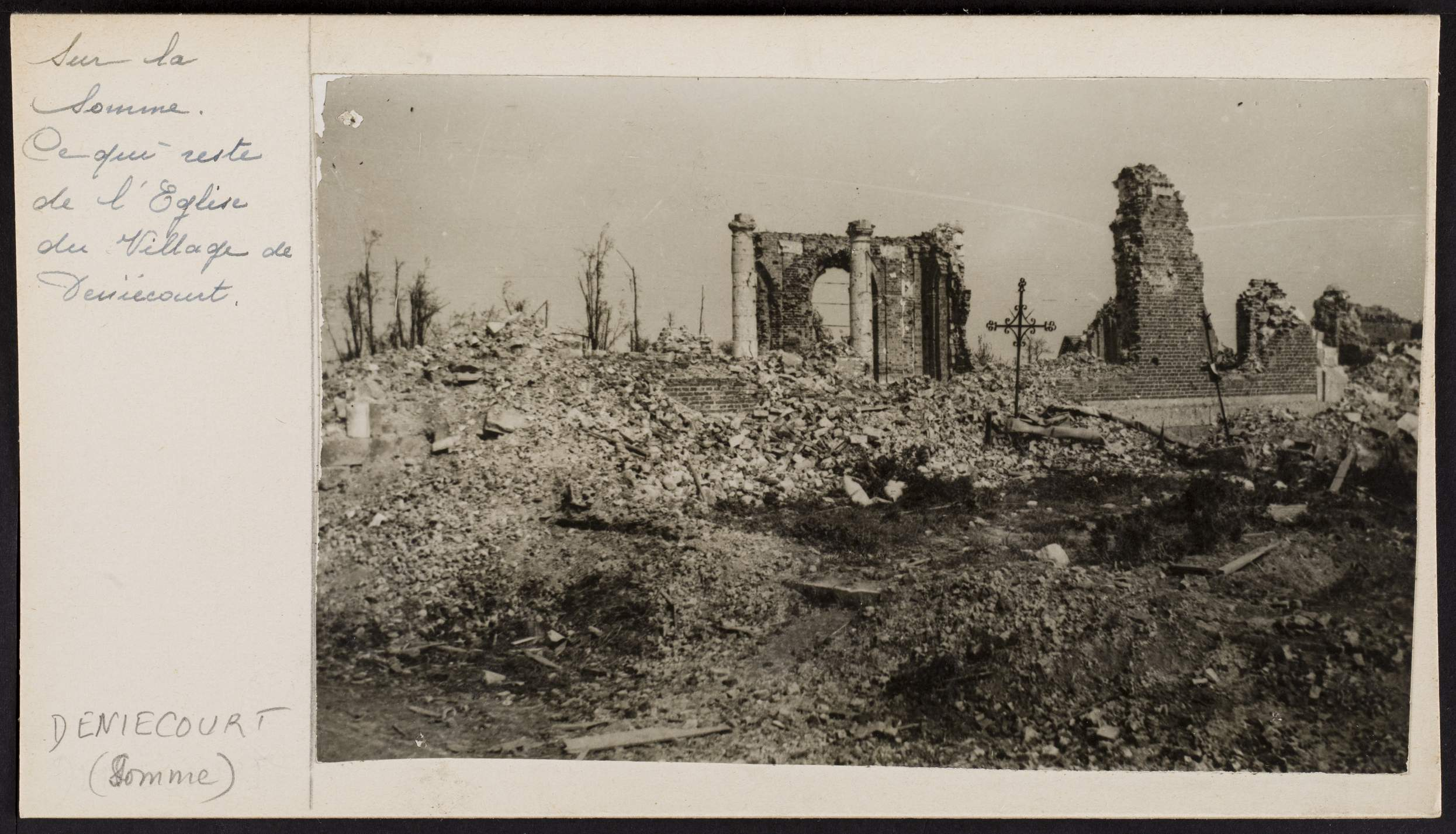
Ruines de l'église de Deniécourt.

Le village est considéré comme détruit à la fin de la guerre et a  été décoré de la Croix de guerre 1914-1918, le 27 octobre 1920.

#### Entre deux guerres
En 1937 s'achève la reconstruction de l'église d'Estrées.

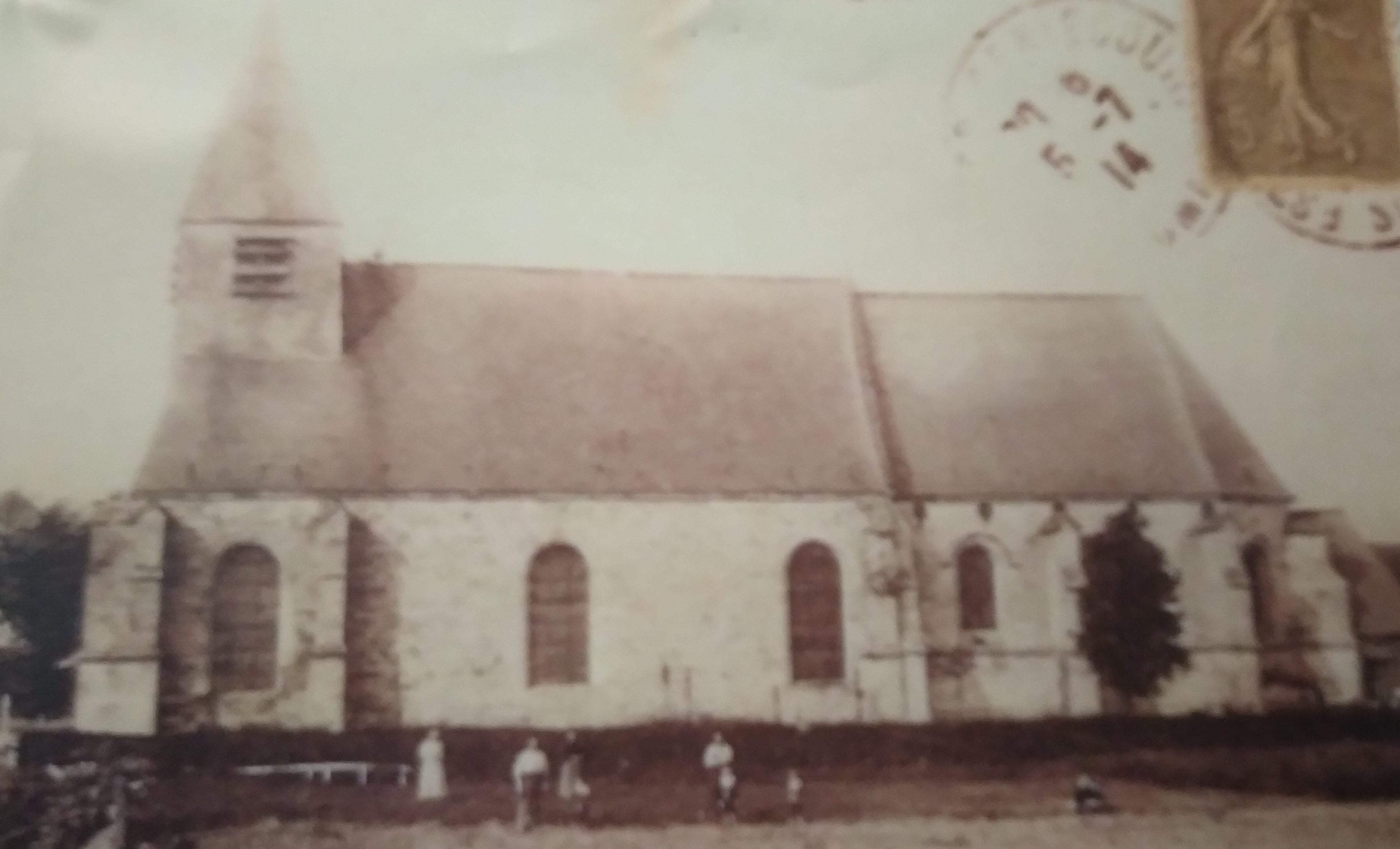
L'ancienne église Saint-Quentin, avant la Première Guerre mondiale.
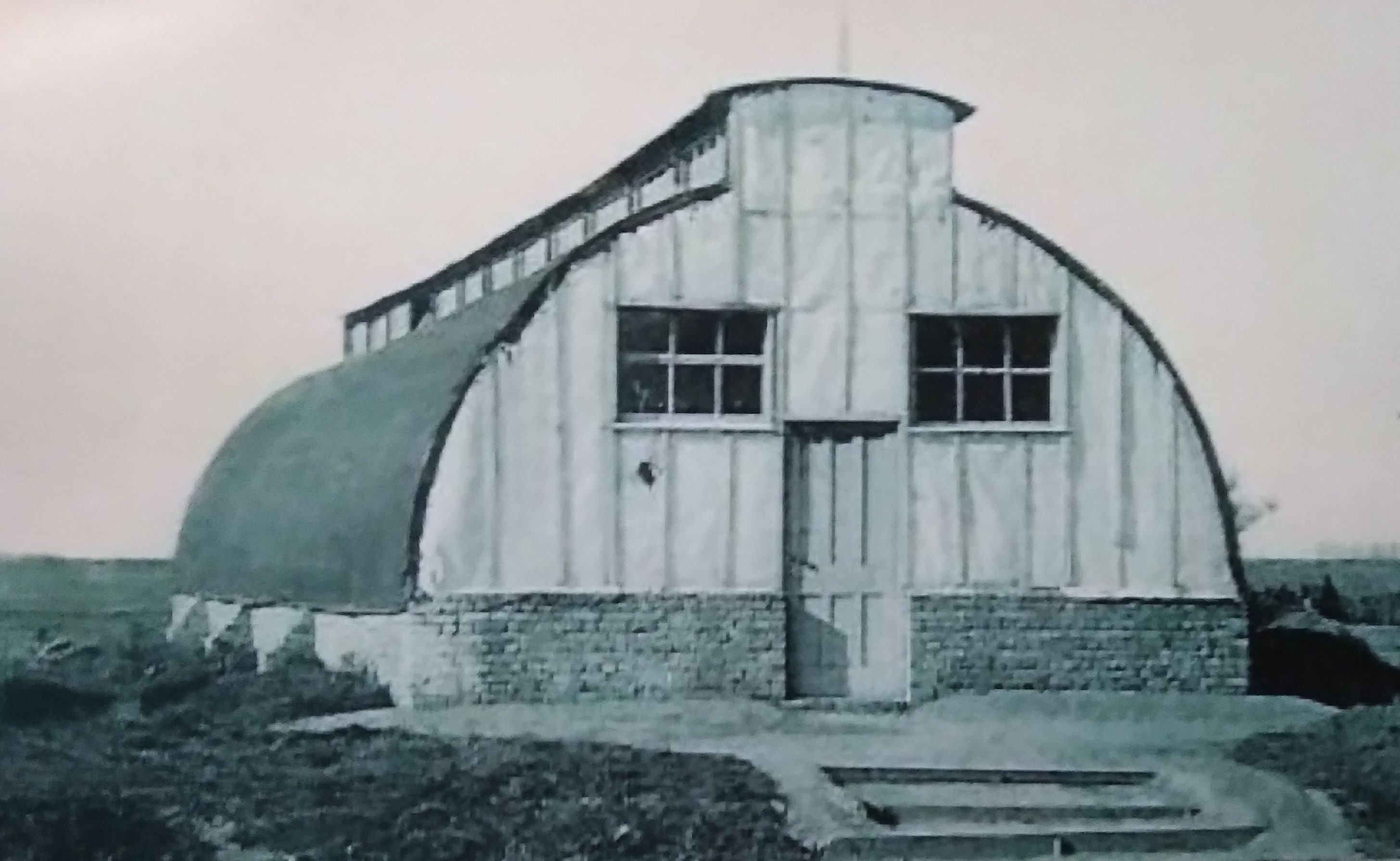
L'église provisoire.
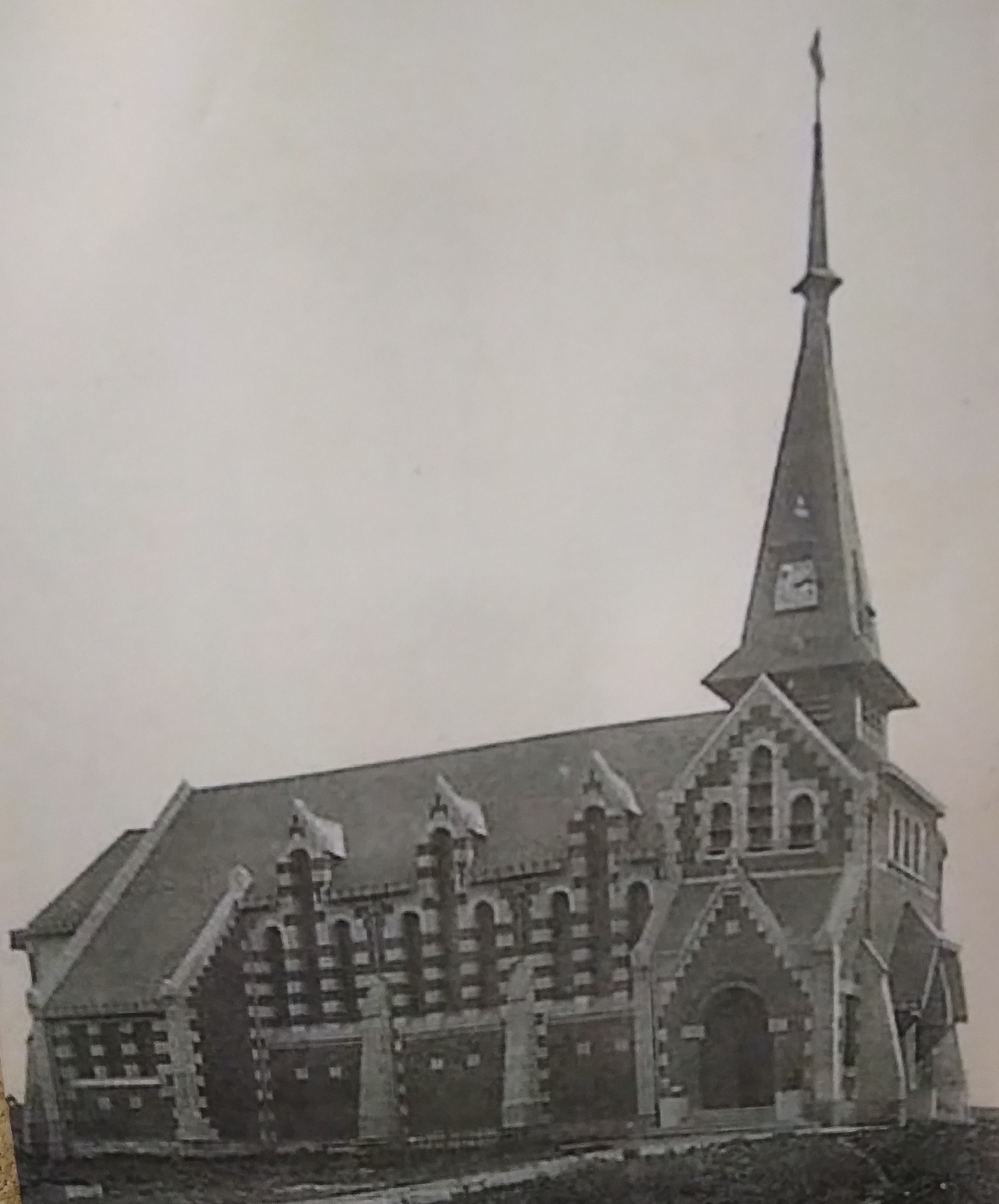
L'église Saint-Quentin reconstruite.

#### Seconde Guerre mondiale
Le 23 mai 1940 a lieu le  mitraillage d'un groupe de reconnaissance du 14e régiment d'infanterie par les Allemands qui tiennent le plateau de Dompierre-Becquincourt. Le 5 juin 1940 à 21 h, faute de munitions, les soldats français qui tiennent encore Estrées-Déniécourt cessent le combat. Les villages d'Estrées et de Déniécourt sont une nouvelle fois totalement détruits.
La commune est libérée le 1er septembre 1944.

#### Trente Glorieuses
Le 16 décembre 1966, a lieu l'inauguration du tronçon Roye - Bapaume de l'autoroute A 1 (autoroute du Nord) avec l'échangeur de Péronne situé sur le territoire de la commune d'Estrées-Deniécourt.

## Politique et administration

### Rattachements administratifs et électoraux

#### Rattachements administratifs
La commune se trouve dans l'arrondissement de Péronne du département de la Somme.
Elle faisait partie depuis 1801 du canton de Chaulnes. Dans le cadre du redécoupage cantonal de 2014 en France, cette circonscription administrative territoriale a disparu, et le canton n'est plus qu'une circonscription électorale.

#### Rattachements électoraux
Pour les élections départementales, la commune fait partie depuis 2014 du canton de Ham
Pour l'élection des députés, elle fait partie de la cinquième circonscription de la Somme.

### Intercommunalité
La commune était le siège de la communauté de communes de Haute-Picardie, créée en 1994 sous le nom de communauté de communes de Chaulnes et environs, et qui a pris sa dénomination de communauté de communes de Haute-Picardie en 1999.
Dans le cadre des dispositions de la loi portant nouvelle organisation territoriale de la République du 7 août 2015, qui prévoit que les établissements publics de coopération intercommunale (EPCI) à fiscalité propre doivent avoir un minimum de 15 000 habitants, la préfète de la Somme propose en octobre 2015 un projet de nouveau schéma départemental de coopération intercommunale (SDCI) qui prévoit la réduction de 28 à 16 du nombre des intercommunalités à fiscalité propre du département.
Le projet préfectoral prévoit la « fusion des communautés de communes de Haute Picardie et du Santerre », le nouvel ensemble de 17 954 habitants regroupant 46 communes,,. À la suite de l'avis favorable de la commission départementale de coopération intercommunale en janvier 2016, la préfecture sollicite l'avis formel des conseils municipaux et communautaires concernés en vue de la mise en œuvre de la fusion le 1er janvier 2017.
Cette procédure aboutit à la création au 1er janvier 2017 de la communauté de communes Terre de Picardie, dont la commune est désormais membre.

### Liste des maires
| Période                                  | Période                        | Identité                      | Étiquette | Qualité |
| ---------------------------------------- | ------------------------------ | ----------------------------- | --------- | --- |
| Les données manquantes sont à compléter. |                                |                               |           | |
|                                          |                                |                               |           | |
| octobre 1814                             |                                | Louis François César Hervilly |           | Comte, propriétaire. Ancien lieutenant-colonel de cavalerie. Fortune évaluée en revenus à 25,000 francs en 1816 et en 1821 1821. Conseiller d'arrondissement de Péronne (1823 → 1826) Conseiller général (1826 → 1832) Chevalier de Saint-Louis, Chevalier de la Légion d'honneur |
|                                          |                                |                               |           | |
| mars 2001                                | 2014                           | Pascal Vanysacker             |           | |
| 2014                                     | En cours (au 12 novembre 2023) | Gérard Guillemont             |           | Réélu pour le mandat 2020-2026, |

## Équipements et services publics

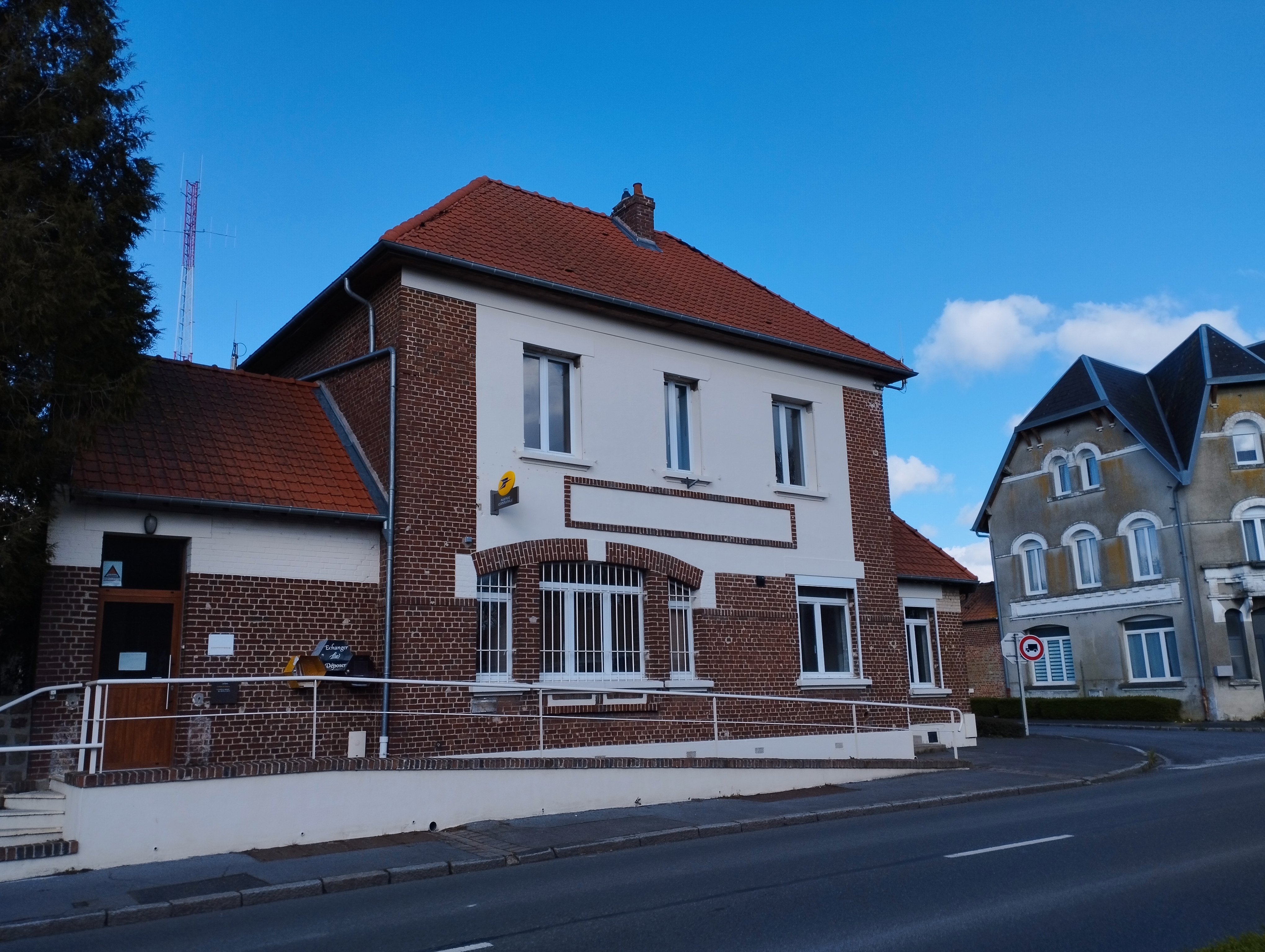
L'agence postale communale.

### Enseignement
Les enfants de la commune sont scolarisés avec ceux de Fay, Assevillers, Belloy-en-Santerre, Berny-en-Santerre, Ablaincourt-Pressoir et Soyécourt dans le cadre d'un regroupement pédagogique concentré. L'école, à Estrées-Deniécourt, conçue par l'architecte Valérie Laurent, a été inaugurée en 2016 et étendue depuis à sept classes. À la rentrée de septembre 2022, 135 enfants y étaient inscrits.
La compétence scolaire est assurée par l'intercommunalité.

### Postes et télécommunications
La commune dispose d'une agence postale communale.

## Population et société

### Démographie
L'évolution du nombre d'habitants est connue à travers les recensements de la population effectués dans la commune depuis 1793. Pour les communes de moins de 10 000 habitants, une enquête de recensement portant sur toute la population est réalisée tous les cinq ans, les populations de référence des années intermédiaires étant quant à elles estimées par interpolation ou extrapolation. Pour la commune, le premier recensement exhaustif entrant dans le cadre du nouveau dispositif a été réalisé en 2006.

En 2022, la commune comptait 373 habitants, en évolution de +14,77 % par rapport à 2016 (Somme : −1,26 %, France hors Mayotte : +2,11 %).
| 1793 | 1800 | 1806 | 1821 | 1831 | 1836 | 1841 | 1846 | 1851 |
| ---- | ---- | ---- | ---- | ---- | ---- | ---- | ---- | ---- |
| 556  | 576  | 512  | 611  | 604  | 602  | 612  | 635  | 612  |

| 1856 | 1861 | 1866 | 1872 | 1876 | 1881 | 1886 | 1891 | 1896 |
| ---- | ---- | ---- | ---- | ---- | ---- | ---- | ---- | ---- |
| 599  | 587  | 575  | 539  | 574  | 567  | 544  | 500  | 513  |

| 1901 | 1906 | 1911 | 1921 | 1926 | 1931 | 1936 | 1946 | 1954 |
| ---- | ---- | ---- | ---- | ---- | ---- | ---- | ---- | ---- |
| 527  | 513  | 521  | 198  | 330  | 281  | 272  | 244  | 253  |

| 1962 | 1968 | 1975 | 1982 | 1990 | 1999 | 2006 | 2011 | 2016 |
| ---- | ---- | ---- | ---- | ---- | ---- | ---- | ---- | ---- |
| 272  | 255  | 285  | 253  | 252  | 245  | 275  | 336  | 325  |

| 2021 | 2022 | - | - | - | - | - | - | - |
| ---- | ---- | - | - | - | - | - | - | - |
| 358  | 373  | - | - | - | - | - | - | - |

## Économie
L'économie de la commune reste dominée par l'agriculture. Quelques commerces de proximité subsistent dans le village d'Estrées.

### Entreprises d'Estrées
- Eurosiam : création d'accessoires pour animaux de compagnie
- Isolectra Martin : produits d'isolation et de construction BTP
- Jamart : Bâtiments & constructions modulaires type Algeco
- Picardie Biomasse Energie : Energies renouvelables naturelles

## Culture locale et patrimoine

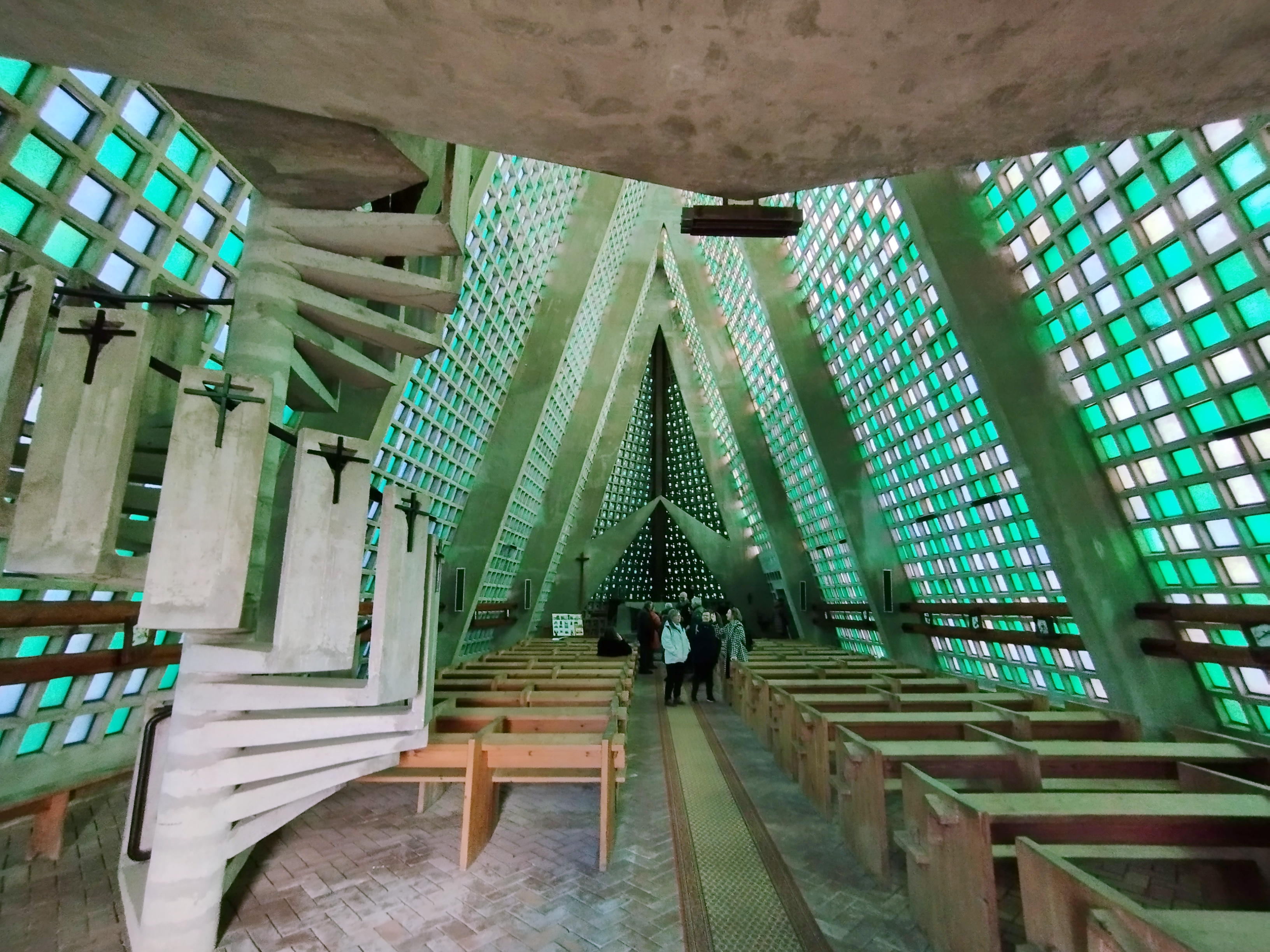
L'intérieur de l'église Saint-Quentin

### Lieux et monuments
- Église Saint-Quentin, reconstruite après la Seconde Guerre mondiale et issue donc Issue de la seconde Reconstruction, constituée de deux immenses murs de lumière en béton armé et pavés de plastique translucides colorés (1959).

- Église Saint-Gentien de Deniécourt reconstruite durant l'entre-deux-guerres, à l'emplacement de l'église précédente, ancienne chapelle du château alors situé à proximité de Deniécourt[41].
- Monument aux morts avec cette dédicace : « Aux enfants d'Estrées-Déniécourt morts pour la France » et la liste des vingt victimes de la commune, vingt soldats et vingt civils.
- Stèle au 329e régiment d'infanterie érigée le 5 juin 1933.

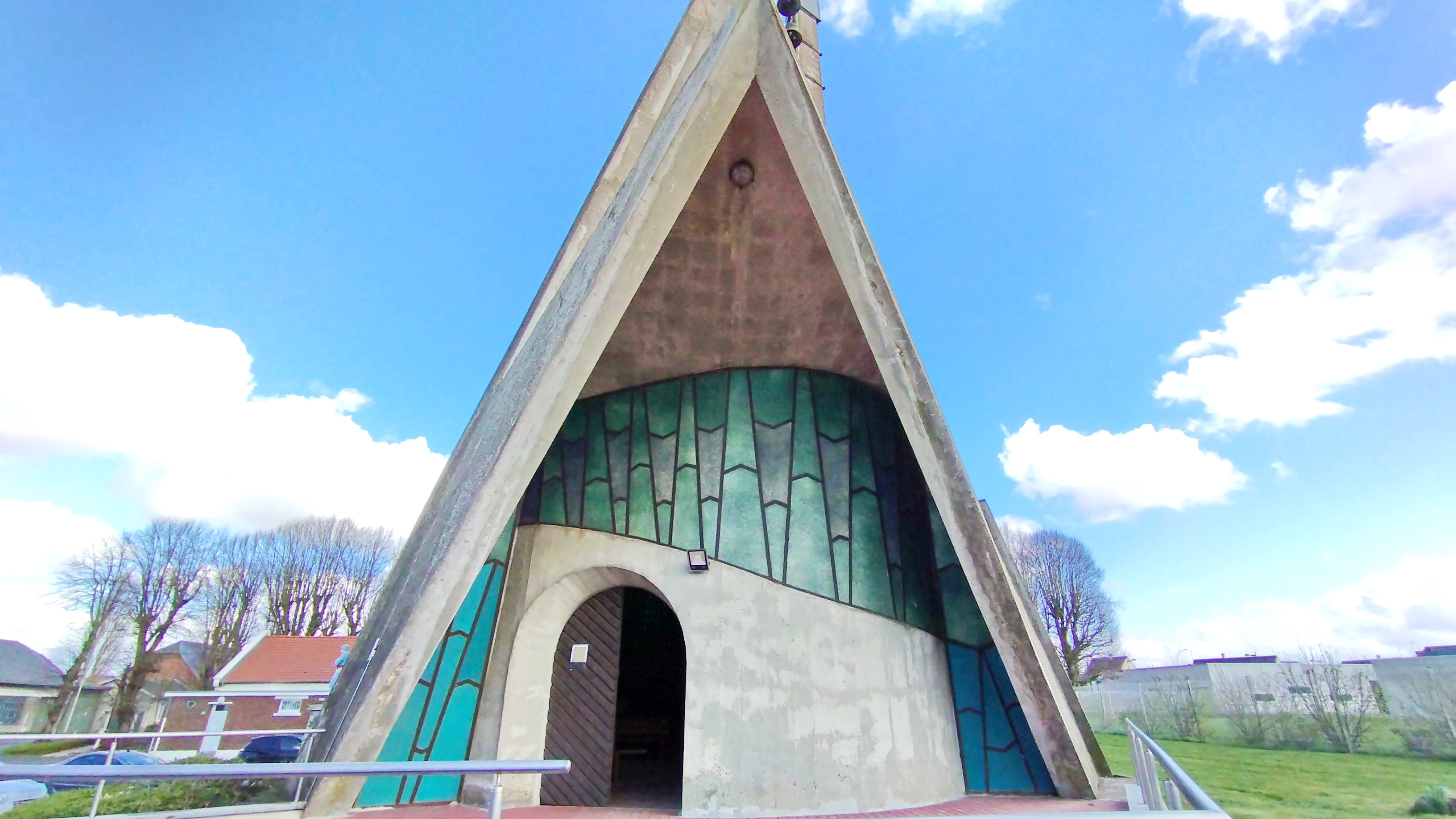
Façade de l'église Saint-Quentin
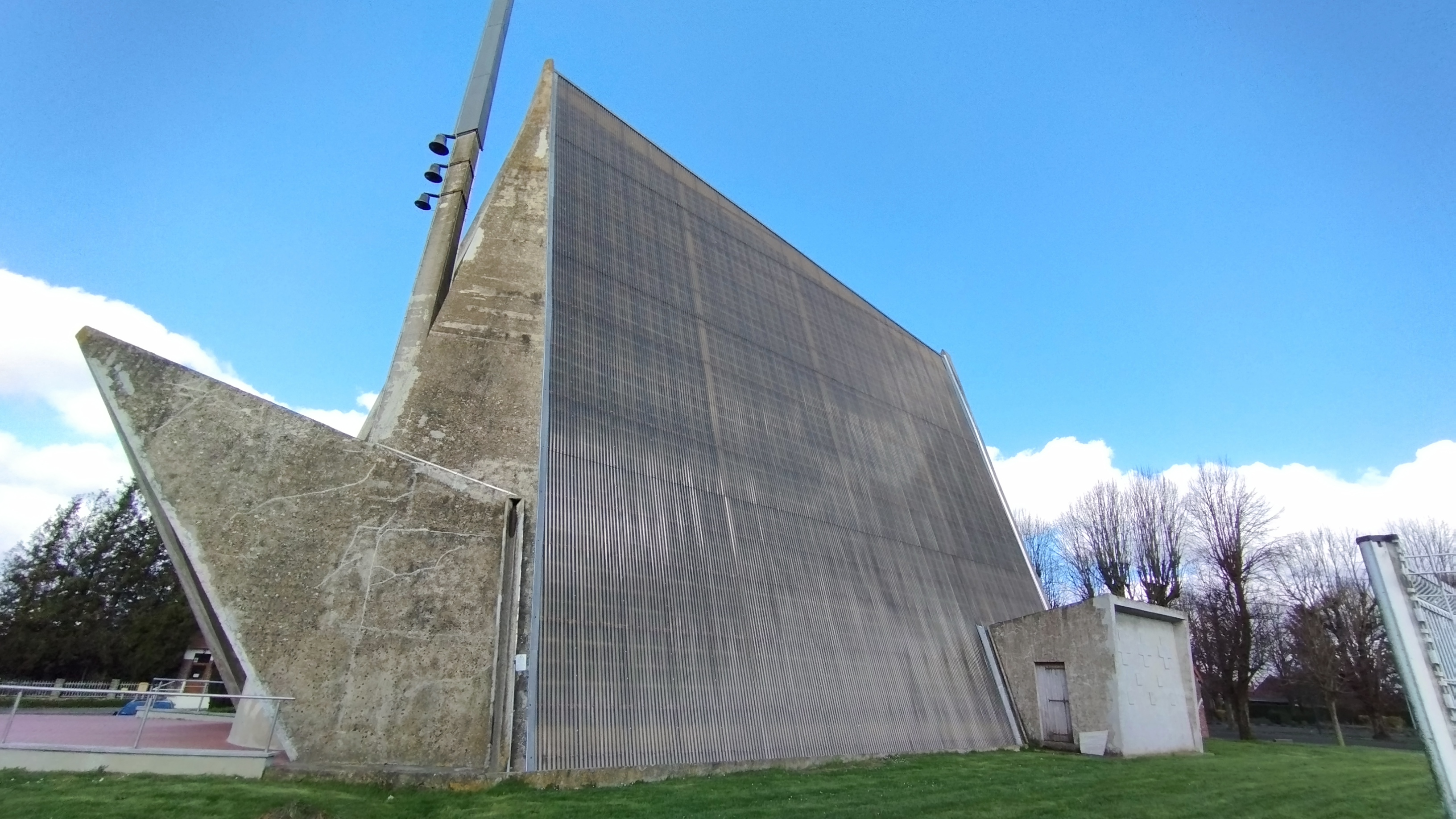
Église Saint-Quentin.
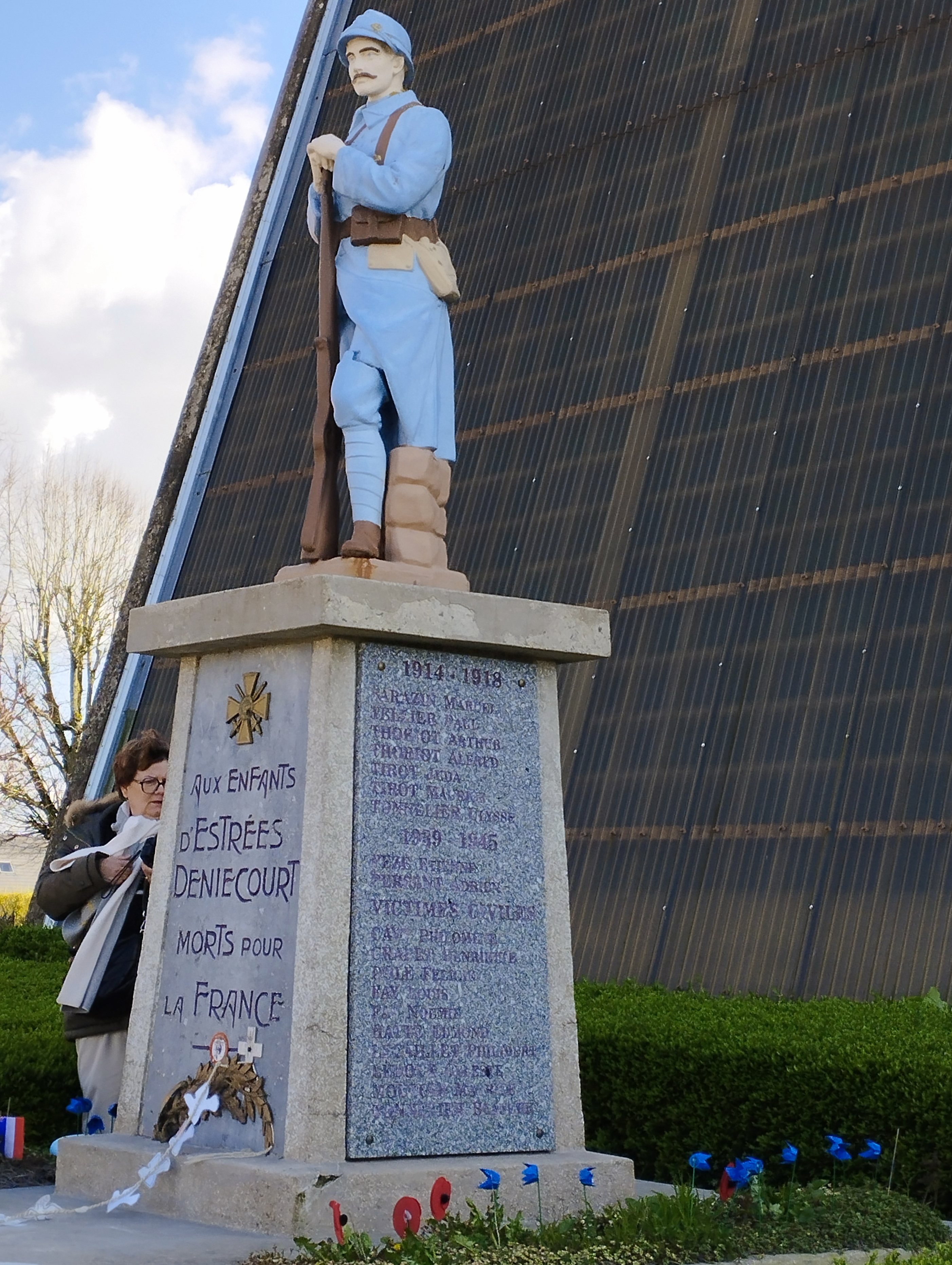
Monument aux morts.
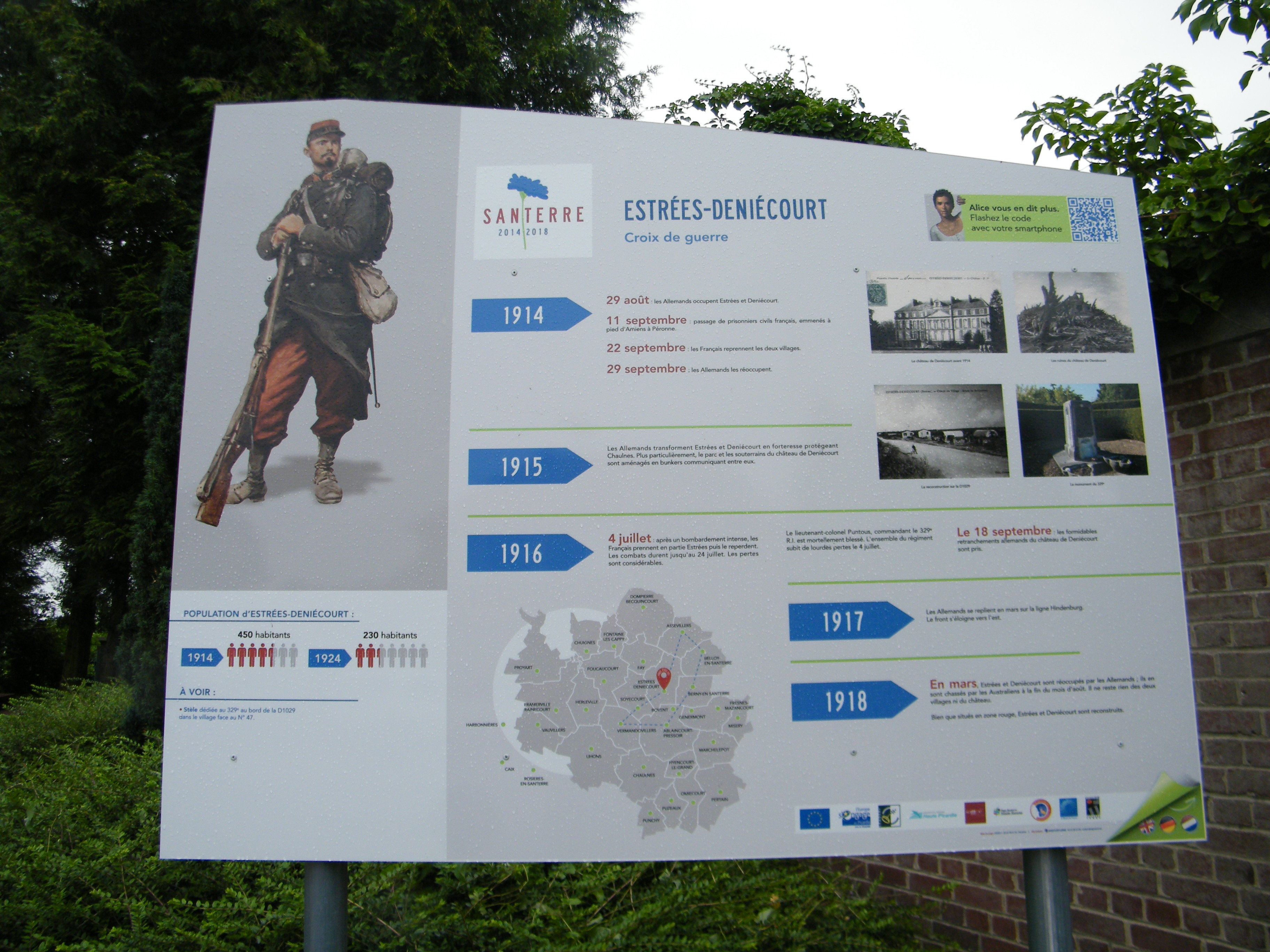
Panneau explicatif sur la commune pendant la Grande Guerre.
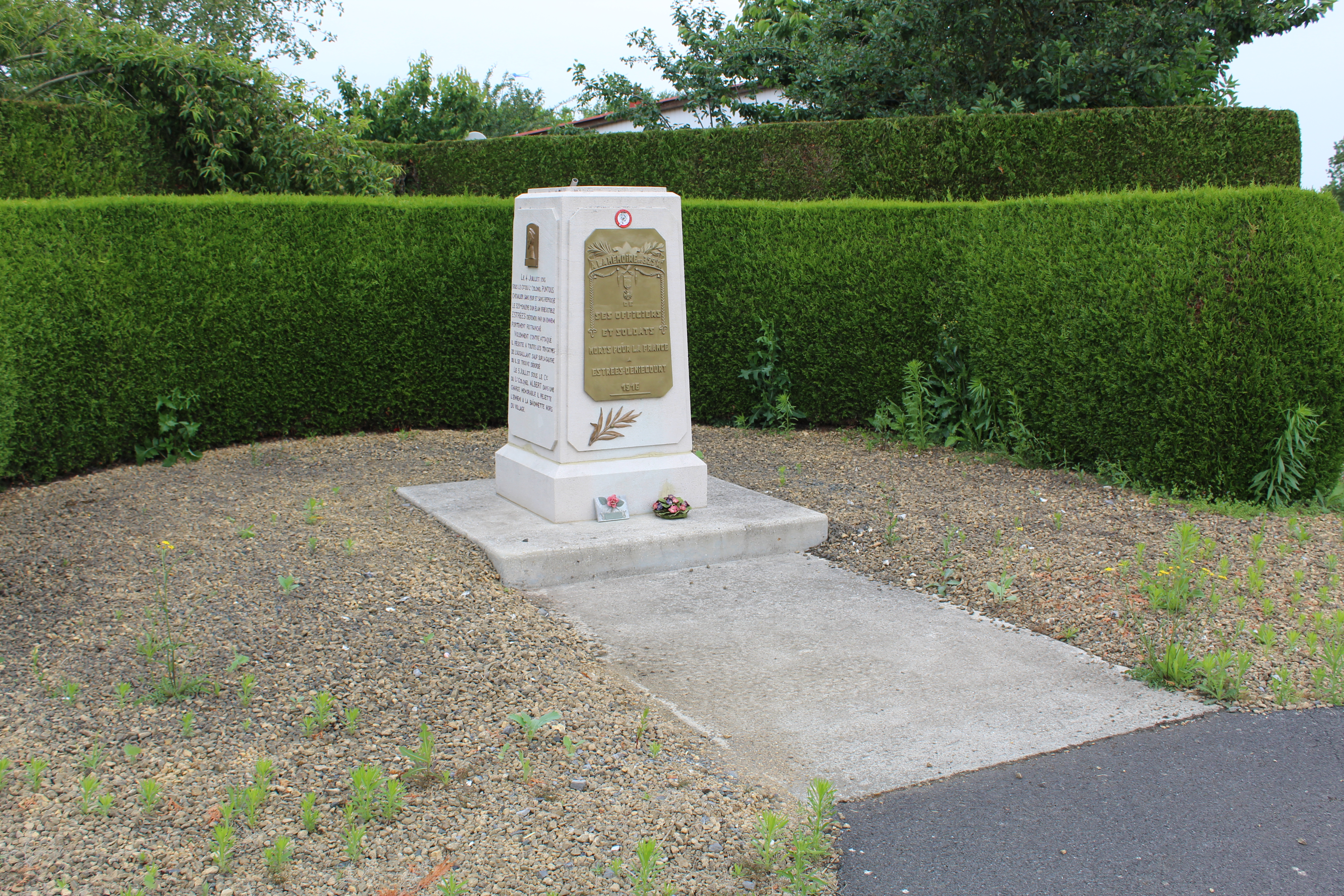
Stèle hommage au 329e RI.

Monument disparu
- Le château de Deniécourt, construit en brique et pierre par la famille d'Hervilly au XVIIIe siècle, a été détruit pendant la Grande Guerre[42].

### Personnalités liées à la commune
- Jean Ier d'Estrées, né en 1486 à Cœuvres-et-Valsery (Aisne), seigneur d'Estrées, de Valieu (Wailly), de Cœuvres et de Viérey, comte d'Orbec, baron de Doudeauville, vicomte de Soissonspremier grand-maître de l'artillerie, épousa en 1521, Catherine de Bourbon-Ligny. Il fut le père de Gabrielle d'Estrées, maîtresse d'Henri IV[17].
- Le docteur Gustave Gaujot, né à Estrées-Deniécourt en 1828, inspecteur des hôpitaux militaires de l'Algérie, après 1870, puis, directeur du Val de Grâce[2].
- Frédéric Duval (1876-1916), archiviste-paléographe et historien tué à Estrées-Deniécourt le 20 juillet 1916. Son nom est inscrit au Panthéon parmi les 560 écrivains morts au combat pendant la Première Guerre mondiale.
- Marcel Étévé (1891-1916), lieutenant au 417e régiment d'infanterie, tué à Estrées le 20 juillet 1916, inscrit au Panthéon dans la liste des 560 écrivains morts pour la France

## Pour approfondir